# Stalo Indijanci
Stalo (Stó:lō, Halkomelem, Cowichan of Fraser River).- Zajedničko ime grupi bandi Cowichan Indijanaca, porodica Salishan, s doonjeg toka Frasera u kanadskoj provinciji Britanska Kolumbija, točnije nastanjenih od Spuzzuma do njenog ušća. Danas se sastoje od 19 bandi koje se službeno nazivaju Stó:lô Nation, od kojih se 2004. 8 bandi odvojilo pod imenom Stó:lō Tribal Council. 

## Ime
Značenje imena Stalo Swantonu nije bilo poznato, a navodi se da dolazi iz jezika halkomelem koja dolazi iz riječi Stó:lō u značenju  'river' , odnosno označavalo bi  'river people' . Sami Stalo Indijanci sami sebe su nazivali Halkome'lem, ali se značenje ne navodi Naziv Sa-chinco ('strangers'), dobili su od Shuswap Indijanaca. 

## Tradicionalne bande
- Chehalis, duž srednjeg toka Harrison Rivera. Ne smiju se pobrkati s plemenom Chehalis iz Washingtona.
- Chilliwack, Chilliwack River; ranije su govorili jezikom Nooksak.
- Coquitlam,  Fraser River Valley, blizu delte, nisu imali vlastitog teritorija, jer su praktički bili robovi Kwantlen Indijanaca.
- Ewawoos (Ewa'wus), živjeli su u gradu Skeltem (SqEltEn), na Fraser Riveru.
- Katsey, u selima Seltsas i Shuwalethet, na rijeci i jezeru Pitt.
- Kelatl, u gradu Asilao, na Fraser River blizu Yale.
- Kwantlen, u selima Kikait, Kwantlen, Skaiametl, Skaiets, i Wharnock, između Stave River i ušća južnog rukavca Fraser Rivera i jezera Sumass Lake.
- Musqueam, sjeverna delta Frasera.
- Nicomen, u selima Skweahm i Lahuai, on Nicomen Slough i ušću Wilson Creeka.
- Ohamil, južna strana Fraser Rivera blizu Hopea.
- Pilalt, u selima Chutil, Kwalewia, Skelautuk, Skwala, Schachuhil, i možda Cheam, na donjem Chilliwack Riveru i dijelom na Fraser River.
- Popkum, u istoimenom gradu na Fraser Riveru.
- Scowlits, u istoimenom gradu na ušću Harrison Rivera.
- Sewathen, na obali južno od Fraser Rivera.
- Siyita, u selu Skuhamen, u Agassizu na Fraser Riveru.
- Skwawalooks,  Fraser River blizu Hopea.
- Snonkweametl, u selu Snakwametl, na Fraser River.
- Squawtits,  Fraser River između Agassiza i Hopea.
- Sumass, na Sumass Lake i Sumass River.
- Tsakuam, u gradu Shilekuatl, u Yale.
- Tsenes, lokacija nepoznata.

Suvremene bande
- Aitchelitz, na jednom rezervatu: Aitchelitz IR # 9.
- Chawathil, na pet rezervata: Hope IR#1, Schkam IR#2, Greenwood Island IR #3, Chawathil IR#4 (Chawuthen IR#4) i Tunnel IR#6.
- Cheam, na dva rezervata Cheam I.R.#1 i Tseatah I.R #2
- Kwantlen, na 6 rezervata: Whonnock IR #1, Langley IR #2, Langley IR #3, Langley IR #4, Langley IR #5 i McMillan Island IR #6
- Kwaw-kwaw-Apilt (Kwaw-kwaw-a-pilt), na rezervatu Kwawkwawapilt IR#6.
- Lakahahmen, na 3 rezervata: Holachten IR # 8, Lakahahmen IR #11 i Skweam IR#10.
- Matsqui, na 4 rezervata: Sahhacum IR #1, Matsqui Main IR #2, Three Island IR #3, Matsqui IR # 4.
- Popkum, ova stara banda očuvala se na dva rezervata, to su: Popkum IR #1 i Popkum IR #2.
- Scowlitz, i ova banda je poznata iz prošlosti, danas žive na 3 rezervata: Scowlitz IR #1, Williams IR #2 i Squawkum IR #3.
- Seabird Island, na jednom rezervatu, 5 kilometara sjeverno od Agassiza.
- Shxw'ow'hamel, prije nazivani Ohamil; žive na 3 rezervata: Ohamil IR #1, Kuthlath IR #3, i Wahleach IR #2.
- Skawahlook, ranije Skwawalooks, danas imaju dva rezervata Skawahlook I.R.#1 i Ruby Creek I.R #2
- Skowkale, žive na dva rezervata: Skowkale IR#10 i Skowkale IR #11.
- Skway Indijanci žive tek na jednom rezervatu: Skway IR # 5.
- Soowahlie, žive u dolini Frasera između gradova Vedder Crossing i Cultus Lake; nešto preko 300, od čega 200 na rezervatu Soowahlie Indian Reserve 14.
- Squiala, na dva rezervata: Squiala IR #7 i Squila IR #8.
- Sumas, prije Sumass, sada na rezervatu Upper Sumas Reserve #6.
- Tzeachten, jedan rezervat: Tzeachten IR #13.
- Yakweakwioose, jedan rezervat: Yakweakwioose IR #12.

## Povijest
Prvi bijeli ljudi koji su vidjeli Stalo Indijance, po svoj su prilici bili Španjolci koje 1592 dovodi grčki pomorac Juan de Fuca, rođen na Kefaloniji. Za nešto više od 200 godina kroz njihovu zemlju proći će i (1809) Simon Fraser čije će ime biti dano rijeci na kojoj su Stalo Indijanci živjeli. Sredinom 19. stoljeća Stalo dolaze pod utjecaj rudara, a poslije i stalnih naseljenika. 
Od 24 Stó:lō bandi, 19 ih ih čini Stó:lő Nation, a 5 ih je samostalnih, osamostalili su se: Chehalis (Stó:lō), Peters (Stó:lō), Skwah, Union Bar (Stó:lō) i Yale (Stó:lō). U kasnom 20 stoljeću ima ih preko 3,800, od toga preko 1,800 na vlastitim rezervatima, preko 200 na rezervatima drugih plemena i preko 1,700 van rezervata. 
-Sredinom 2004. godine 8 bandi odvojilo se od Stó:lő Nation, to su: Chawathil, Seabird Island, Shwx'o'hamel, Cheam, Soowahlie, Kwaw Kwaw A Pilt, Scowlitz i Kwantlen, koji danas tvore Sto:lo Tribal Council.

## Etnografija
Kultura Stalo Indijanaca pripada Sjeverozapadnoj obali, uključujući ribolov na lososa, klasno društvo s poznavanjem ropstva i gradnju drvenih kuća (longhouses) i ritualnu izolaciju 'nečistih' djevojaka kod prve menstruacije.

## Vanjske poveznice
- Wenona Victor, The Sto:Lo Nation’s Continuing Quest For Justice
- Stó:lő Nation Profile  Arhivirana inačica izvorne stranice od 8. veljače 2007. (Wayback Machine)
- Traditional Stó:lo Sports & Games  Arhivirana inačica izvorne stranice od 28. travnja 2007. (Wayback Machine)
- Stolo Nation (Povijest 2000.-tih godina)  Arhivirana inačica izvorne stranice od 9. veljače 2007. (Wayback Machine)
- A Dialect Survey of Halkomelem Salish  Arhivirana inačica izvorne stranice od 2. prosinca 2012. (Wayback Machine)